# 외무장관

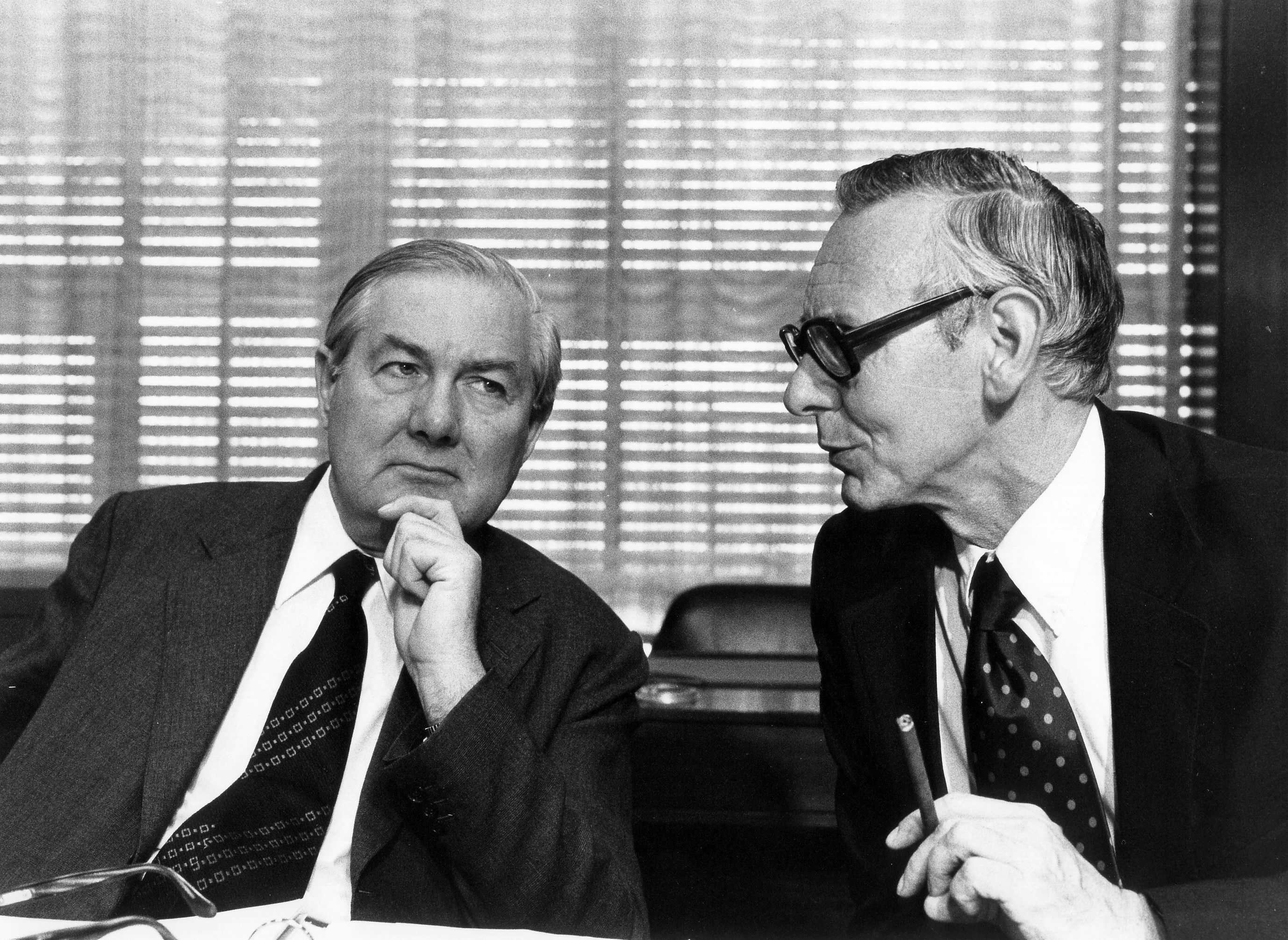
1975년 영국 외무장관 제임스 캘러헌과 네덜란드 외무장관 막스 판 데어 스톨

외무장관 또는 외무부 장관은 일반적으로 국가의 외교 정책과 관계를 담당하는 내각 장관이다.

## 개요
최고위직의 정식 직함은 국가마다 다르다. 외무부에서는 외무장관 또는 외무부장관, 외무성에서는 외무상, 그리고 외교부 또는 외교통상부에서는 외교부장관, 외교통상부 장관으로 지칭된다. 외무장관은 일반적으로 정부 수반(총리 또는 대통령 등)에게 보고한다.

## 정치적 위치
외무장관의 권한은 정부마다 다를 수 있다. 고전적인 의회 제도에서 외무장관은 외교 정책을 수립하는데 있어 잠재적으로 중요한 영향력을 행사할 수 있지만 정부가 강력한 수상에 의해 지배될 경우 외교장관은 정책을 결정하는 데 있어 보다 한계적이거나 부수적인 역할을 하는 것으로 제한될 수 있다. 비슷하게, 외무장관에게 투자하는 정치 권력은 종종 강력한 행정부를 가진 대통령 정부에서 더 제한된다. 제2차 세계 대전 종전 이후 외무장관과 국방장관 모두 국방과 외교 정책을 조율하기 위해 내각(일반적으로 국가안전보장회의)에 참여하는 것이 일반적이었다. 19세기와 20세기 초에 많은 정부 수반들이 외교부를 맡는 것을 보았지만, 이러한 관행은 그 이후 대부분의 선진국에서 흔치 않게 되었다.
일부 국가에서는 외무장관이 일반적으로 행정부 혹은 내각 직책의 가장 높은 인지도를 가지고 있다. 예를 들어, 미국에서 외무장관 역할을 맡는 국무장관은 대통령 계승 라인(부통령, 미국 하원 의장, 국무장관보다 미국 상원 임시의장을 먼저 임명함)의 첫 번째 내각 구성원이다. 미국 국무장관은 연방 행정부에서 국내정치 및 국외정치적으로 매우 중요한 자리이기도 하다. 영국의 외무장관은 4대 국무원(총리, 재무장관, 내무장관)에 소속되어 있다. 한국의 경우,  대통령 권한대행 승계 서열 5위에 해당하며, 최규하 전 대통령은 외무부장관을 지내다가 후일 대통령에 당선되기도 하였다.

## 국가별 외무장관
- 대한민국의 외교부 장관
- 미국의 국무장관
- 영국의 외무장관
- 일본의 외무대신
- 조선민주주의인민공화국의 외무상

## 유명한 외무장관
- 힐러리 클린턴